# Emerald Warriors Rugby Football Club
Maillots
Dernière mise à jour : 25 mai 2010.
L'Emerald Warriors Rugby Football Club est un club de rugby à XV irlandais basée à Dublin. Il joue dans la Ligue junior Leinster Metro J4 et est membre du International Gay Rugby Association and Board. C'est la première équipe principalement composée essentiellement de membres gay en Irlande, bien qu'ouverte à toute personne portant de l'intérêt au rugby et incluant des membres hétérosexuels.

## Historique
L'Emerald Warriors RFC est fondé en août 2003 par Richie Whyte afin de fournir aux hommes gay et bisexuels l'opportunité de jouer au rugby en Irlande et sur le plan international, ainsi que de créer un réseau avec des équipes et des organisations similaires en Grande-Bretagne, en Europe et en Amérique. L'équipe commence à jouer en 2004 et participe à la Coupe de Bingham, représentant l'Irlande. L'équipe y prend part à nouveau en 2006 et accueille l'événement en 2008 au complexe sportif de Dublin City University, avec le soutien de l'Irish Rugby Football Union. L'événement est considéré comme globalement réussi dans son ensemble, menant le rugby gay en Irlande à un nouveau niveau d'organisation et de popularité par le Gay and Lesbian Equality Network,,. L'équipe intègre la Ligue junior Leinster Metro en 2007. Elle prend également part à l'Union Cup du tournoi de Londres en 2009, tournoi de rugby gay non professionnel européen biennal.

## Écusson et couleurs
Les couleurs du club sont le bleu foncé, le vert et le blanc. L’écusson de l’équipe se base sur le bouclier celtique traditionnel avec plusieurs ballons de rugby formant un motif floral au centre.

## Documentaire
L’équipe fait l’objet d’un documentaire diffusé sur la chaine de télévision irlandaise TG4 appelé Queering the Pitch, suivant les Emerald Warriors représentant l’Irlande à la Coupe de Bingham en 2006. Le documentaire, réalisé par Tom Maguire, est également sur les écrans lors du GAZE : le Festival du Film International Gay et Lesbien de Dublin en 2007.

## Autres événements
L’équipe participe également à des événements tels que la Gay Pride de Dublin et l’élection de Mr Gay Ireland, sur la demande du membre Barry Meegan à ses coéquipiers de représenter le club, gagnant ainsi la compétition en 2007 et collectant des fonds pour des organisations contre le VIH et le Sida basées à Dublin.